# Johann Kniewasser
Johann Kniewasser (ur. 13 października 1951, zm. 19 października 2012) – austriacki narciarz alpejski. Nie startował na żadnych igrzyskach olimpijskich ani mistrzostwach świata. Najlepsze wyniki w Pucharze Świata osiągnął w sezonie 1973/1974, kiedy to zajął 8. miejsce w klasyfikacji generalnej, a w klasyfikacji slalomu był trzeci.

## Sukcesy

### Puchar Świata

#### Miejsca w klasyfikacji generalnej
- 1972/1973 – 32.
- 1973/1974 – 8.
- 1974/1975 – 38.

#### Miejsca na podium
1. Vipiteno – 17 grudnia 1973 (slalom) – 2. miejsce
2. Kitzbühel – 27 stycznia 1974 (slalom) – 2. miejsce
3. Voss – 3 marca 1974 (slalom) – 3. miejsce